# 県立長崎シーボルト大学
県立長崎シーボルト大学（けんりつながさきシーボルトだいがく、英語: Siebold University of Nagasaki、公用語表記: 県立長崎シーボルト大学）は、長崎県西彼杵郡長与町まなび野1-1-1に本部を置いていた日本の公立大学である。1999年に設置され、2008年に廃止された。
2008年（平成20年）に佐世保市にある長崎県立大学と統合され、現在は長崎県立大学シーボルト校という長崎県立大学の組織の中の1キャンパスとなっている。単独大学としては閉校したものの、校舎・施設が閉鎖されているわけではなく、学部・大学院の場所はそのままで現在でも使用されている。

## 所在地
- 〒851-2195 長崎県西彼杵郡長与町まなび野1-1-1
  - 北緯32度48分29.6秒 東経129度52分30.5秒 / 北緯32.808222度 東経129.875139度座標: 北緯32度48分29.6秒 東経129度52分30.5秒 / 北緯32.808222度 東経129.875139度

## 名称の由来
- 1999年（平成11年）に長崎県によって設置された。大学の名称は長崎県民に募集され、長崎に深い縁があり、鳴滝塾[1]を設立したシーボルトにちなんで[2]決定された。国公立大学としては初めて片仮名を含んだ名称の大学であった。

## 校章

### 旧校章（統合前）
- 中心に太陽（SUN=Siebold University of Nagasaki）[3]と本を配し周囲を波打つ円で囲っているデザインとなっていた。
  - モチーフの表すもの
    - 中心の太陽と本 = 出島に昇る太陽と学問　
      - 歴史的に文化や学問の交流拠点であった出島の様に、21世紀に大学が世界に向けて文化や技術・学問の先進的な情報を送受信する拠点としての機能を象徴。

    - 波打つ円 = 大海を擁する地球を表し、国際性を象徴。

  - 色の表すもの
    - ゴールド = 大学や学制の学問的、人間的成就の願い
    - ディープグリーン = 連綿と続く人類の歴史や伝統を象徴し、先人に学び、新たな伝統を創造し伝承していく大学の社会的使命を表現。

### 新校章（統合後）
- 長崎県立大学統合時に新しいデザインの校章が製作された。

## 学歌

### 旧学歌
- 「県立長崎シーボルト大学学歌」
  - 作詞 - 岩崎由起子
  - 作曲 - 三木稔
    - 歌詞は三番まである。[4]

### 新学歌
- 統合時に新しい学歌が制定された。
  - タイトル - 「天翔る者」
    - 作詞 - 市川森一
    - 作曲 - 大島ミチル

## 建学の精神

### 基本理念
- 「県立大学」として、人材の育成や学術研究の深化、および、文化の向上を通じ、長崎県の地域振興に寄与することを基本理念としていた。

### 基本的方向
- 以下の4分野において教育目標を掲げていた。

1. 人材育成
2. 教育研究
3. 国際貢献
4. 地域貢献

### 教育目標
- 上記の「基本的方向」とは別に以下の目標を定めていた。

1. 専任教員数
2. 演習・実験系科目
3. 情報リテラシー
4. セメスター制など。

## 沿革

### 前身校
- 長崎県立保育短期大学校（1978年（昭和53年）に長崎県立女子短期大学に統合）
- 長崎県立女子短期大学

（1999年度（平成11年度）まで長崎市鳴滝1-4-1（現長崎県立鳴滝高等学校）、2000年度（平成12年度）は県立長崎シーボルト大学キャンパスに併設。）
- 長崎県立長崎保健看護学校（2001年（平成13年）3月に閉校、西彼杵郡長与町高田郷2188-7）[5]

### 年表
- 1991年（平成3年）
  - 3月 -「看護職員確保対策に関する請願」を長崎県議会で採択。
  - 12月 -「四年制女子大学創設に関する請願」を長崎県議会で採択。
- 1995年（平成7年）8月 - 新大学設置構想（開学時期、設置場所等）を発表。
- 1997年（平成9年）
  - 10月 - 校舎建設工事が着工。
  - 11月 - 公募により、名称を「県立長崎シーボルト大学」に決定。
- 1998年（平成10年）
  - 4月 - 設置認可を国へ申請。
  - 12月 - 文部省によって上記申請が認可。
- 1999年（平成11年）
  - 1-3月 - 入学試験を実施。
  - 4月 - 「県立長崎シーボルト大学」が開学。第1回入学式を挙行。長崎県立女子短期大学を併設。
- 2000年（平成12年）3月31日 - 併設の長崎県立女子短期大学が最後の卒業生を送り出し、閉学。
- 2002年（平成14年）
  - 4月 - 第4期生が入学し、4学年すべてがそろう。（大学完成年度）
  - 6月 - 大学院設置認可を国へ申請。
  - 12月 - 大学院「人間健康科学研究科」設置申請が文部科学省により認可。
- 2003年（平成15年）
  - 3月 - 第1回卒業式を挙行。
  - 4月 - 大学院（人間健康科学研究科看護学専攻・栄養科学専攻）を開設、第1期生が入学。
- 2004年（平成16年）11月 - 大学院「人間健康科学研究科栄養科学専攻博士後期課程」設置申請が文部科学省により認可。
- 2005年（平成17年）4月 - 長崎県公立大学法人県立長崎シーボルト大学へ移行。
- 2008年（平成20年）4月
  - 佐世保市の長崎県立大学と統合し、長崎県立大学シーボルト校となる。（本部は佐世保校に設置。）
  - シーボルト校に国際情報研究科（大学院（修士課程））を設置。
- 2011年（平成23年）3月 - 最後の卒業生（2007年（平成19年）入学生）を送り出し、県立シーボルト大学が閉校。単独大学として12年の歴史に幕を閉じる。
  - 現在では完全に長崎県立大学シーボルト校に移行し、学部・研究科の場所はそのままで校舎・施設が使用されている。

## 組織
- 長崎県立大学（シーボルト校）
  - 学部（2学部4学科）
    - 国際情報学部
      - 国際交流学科
      - 情報メディア学科

    - 看護栄養学部
      - 看護学科
      - 栄養健康学科

  - 大学院（2研究科4専攻）
    - 国際情報研究科（修士課程）- 統合時、2008年（平成20年）4月に開設。
      - 国際交流学専攻
      - 情報メディア学専攻

    - 人間健康科学研究科
      - 看護学専攻（修士課程）
      - 栄養科学専攻（博士課程前期・後期）

  - 附属図書館
  - 事務局 - 総務企画部・学生支援課・就職課

### 歴代学長
- 開校当初
  - 初代 - 谷川榮彦
  - 第2代 - 武藤眞介
  - 第3代 - 池田髙良（医学博士、元長崎大学学長）
- 長崎県公立大学法人設立後 - 長崎県立大学との学長と長崎県立公立大学法人の副理事長を兼務。
  - 第4代 - 古川俊之（医学博士、東京大学名誉教授）
  - 第5代 - 池田高良（再）

## 教育および研究

### 学部
- 国際情報学部
  - 国際交流学科では、TOEIC必修やCALL英語教材の導入などで、英語教育に重点をおいている。授業の取り方によって以下の2コースに進むことができる。
    - 国際関係コース
    - 文化コミュニケーションコース

  - 情報メディア学科では、授業の取り方によって、以下の3つの領域へ進むことができる。パソコンを利用した演習形の授業が多く、Windows（2部屋）・Mac（1部屋）・Unix（1部屋）がある。
    - 情報技術領域
    - 情報コミュニケーションデザイン領域
    - 情報社会領域
- 看護栄養学部
  - 看護学科では、生命の尊厳と人権の尊重を基盤とし、人々の健康問題の解決に向けて、国際的視野を持ち、保健・医療・福祉を統合した看護を実践できる能力の育成と、看護職として、看護学の発展に自律的、創造的に寄与する人材を養成する。多くの県内関係機関の協力のもとに臨地実習を展開し、多くの離島が存在する長崎県の地域特性に合う様、離島における宿泊型の実習を行う。
  - 栄養健康学科では、健康社会の実現に幅広い分野で貢献できる管理栄養士や食品開発、食料資源の有効利用などの分野で活躍できる栄養学・健康科学研究者、子供達の食育を担う栄養教諭を養成する。 放射性同位元素取扱施設、動物実験施設、低温室、電子顕微鏡室、最新の分析・測定機器を設置した精密機器室などの施設を備えている。また、病院・保健所・事業所・学校・福祉施設等の協力を得て学外実習を実施している。

### 大学院
- 人間健康科学研究科
  - 看護学専攻では、看護管理能力の育成と健康管理・指導能力の育成に重点を置き、看護研究の基盤となる科目や1.看護管理、2.母子看護、3.成人・高齢者看護、4.地域看護、5.生涯福祉ケアの5分野を設けて教育・研究を行う。
  - 栄養科学専攻では、高度の専門職業人、教育指導者や研究者養成のために、生命科学あるいは栄養科学の本質に迫る基礎栄養科学領域、実践科学としての栄養学の社会的貢献を視点とした実践栄養科学領域を設け、教育・研究を行う。

### 大学関係者・関係組織

#### 大学関係者
- 久間圭子

#### 大学卒業者
- 円田智子（アナウンサー。NHK長崎放送局契約職員→テレビ長崎契約社員<報道記者兼務>）

### 他大学との協定
- 以下の大学に交換留学（半年～1年）および夏期・春期語学研修に行くことができる。卒業用件単位として認められ、4年以内での卒業が可能。（2006年（平成18年）現在）
  -  ウィスコンシン大学オシュコシュ校（英語版、アメリカ合衆国）
  -  ニューカッスル・アポンタイン大学（英語版、イギリス）
  -  上海外国語大学（中華人民共和国）
  -  東亜大学校（大韓民国）
  -  高麗大学校（大韓民国）
- その他、以下の大学は語学研修に参加できる。
  -  ランガラ・カレッジ（カナダ）
  -  モナシュ大学（オーストラリア）

## 施設
- 完成から12年ほどしかたっていないため、比較的新しい。
  - 鉄筋コンクリート校舎
    - 本部棟（2階建て）- 事務局、大講義室（学術講演会、公開講座）[6]
    - 東棟（6階建て）- 看護栄養学部・人間健康科学研究科関連の講義・研究棟。講義室、演習室、看護学科実習施設、栄養健康学科実験施設、教員研究室などがある。
    - エネルギーセンター（2階建て）- 大学施設全体を統合的に管理する中央監視盤を備えた中央監視室（空調切り替え）
    - 中央棟（3階建て）- 全学共通 の講義室・共通実習室等。
    - 附属図書館（3階建て）- キャンパスの中心に位置する。蔵書能力約20万冊。図書閲覧コーナーのほか、AV・情報コーナー、図書検索コーナーなどを備える。
    - 西棟（5階建て）- 国際情報学部関連の講義・研究棟。講義室、演習室、情報関連演習室、メディア・スタジオ、LL教室などがある。
    - クラブハウス（3階建て）- 部活室、学生自治会室
    - 学生会館（2階建て）- 約396席を有する学生食堂、売店、自習室、ラウンジ
    - 体育館（2階建て）- アリーナ、多目的室、トレーニング室からなり、アリーナはバレーボール、バスケットボールを2面とれる広さ。

  - 屋外
    - 多目的グラウンド - 400mトラック、サッカーゴールを備えている。
    - テニスコート - 砂入り人工芝タイプのテニスコートと壁打ちコート。

## 学生生活

### 部活動・クラブ活動・サークル活動

#### 体育部
- アウトドア部Strider
- 沖縄エイサー
- 弓道部
- 剣道部
- 硬式テニス部
- サッカー部
- Sea Kick Lovers
- 女子バスケットボール部
- 女子バレーボール部
- ソフトボール部

- 卓球部
- 男子バスケットボール部
- テコンドー部
- 軟式野球部
- 虹太鼓
- バドミントン部
- バレーサークル
- フットサル部
- Project-S
- 陸上競技部

### 文化部
- 映像制作団体Siebo
- 演劇部
- 華道部
- クックベジ
- グローバルフレンズ（比較文化研究同好会）
- 軽音楽部
- 茶道部
- Sun-Films ぱしゃ。
- SUN★ラジ
- 吹奏楽部

- 懐メロ同好会
- 美術部
- 邦楽部
- 放送部
- マジックサークル
- ミステリーサークル
- 和装礼法部

### 学園祭
- 「SUN FESTA」（サンフェスタ）
  - 毎年10月に行われる。
  - 有名アーティストのライブや、フリーマーケット等が行われる。

## 証明書発行等について
- 統合後も以下の学校（前身校）を卒業した者に関しては、シーボルト校の学生支援課が行っている。
  - 県立長崎シーボルト大学
  - 長崎県立女子短期大学
  - 長崎県立保育短期大学校
  - 長崎県立長崎保健看護学校

## アクセス
- バス
  - 長崎駅より
    - 長崎バス　
      - 琴の尾登口行き（まなび野団地　経由）　県立大学シーボルト校下車　約30分
      - 本川内行き（まなび野団地　経由）　県立大学シーボルト校下車　約30分
      - 緑ヶ丘団地行き　県立大学シーボルト校下車　約20分（本数は少ない）
      - 長与ニュータウン行き　商業入口下車　約20分
      - 女の都団地行き　女の都小下下車　約25分

    - 長崎県営バス
      - 女の都団地行き　女の都小下下車　約25分
      - 西崎団地行き　女の都小下下車　約25分

  - 長与駅より
    - 長崎バス
      - 時津行き（長与第二中学校前，まなび野団地　経由）　県立大学シーボルト校下車　約7分
      - 長崎新地ターミナル行き（まなび野団地　経由）　県立大学シーボルト校下車　約7分
      - 長崎新地ターミナル行き（青葉台団地　経由）　商業入口下車　約10分

## 周辺
- まなび野団地 - 住宅街が広がる。
- サニータウン - 住宅街。
- 女の都（めのと）郵便局
- 女の都病院
- 長崎市立長崎商業高等学校
- 長崎県立長崎高等技術専門校